# Nycteris hispida
Nycteris hispida је врста сисара из реда слепих мишева и породице Nycteridae.

## Распрострањење
Врста је присутна у Анголи, Бенину, Боцвани, Буркини Фасо, Бурундију, Габону, Гани, Гвинеји Бисао, ДР Конгу, Екваторијалној Гвинеји, Етиопији, Замбији, Зимбабвеу, Камеруну, Кенији, Либерији, Малавију, Малију, Мауританији, Мозамбику, Намибији, Нигеру, Нигерији, Обали Слоноваче, Републици Конго, Руанди, Сенегалу, Сијера Леонеу, Сомалији, Судану, Танзанији, Тогу, Уганди, Централноафричкој Републици и Чаду.

## Станиште
Врста Nycteris hispida има станиште на копну.

## Угроженост
Ова врста није угрожена, и наведена је као последња брига јер има широко распрострањење.

### Популациони тренд
Популација ове врсте је стабилна, судећи по доступним подацима.